# 北原白秋
北原白秋（日语：／ Kitahara Hakushū，1885年1月25日—1942年11月2日）是一位日本童謠作家與詩人，日本福岡縣柳川市人，出生於熊本縣玉名郡南關町。

## 生平
1885年（明治18年）1月25日，北原白秋出生於熊本縣玉名郡関外目村（現在為南關町），隨後回到福岡縣山門郡沖端村（現柳川市）家中。
1891年（明治24年），北原白秋進入矢留尋常小学校就讀。1897年（明治30年），北原白秋進入県立伝習館中学（現福岡県立伝習館高等学校）就讀。1901年（明治34年），北原家發生大火導致酒蔵全部燒毀。北原白秋之後進入早稻田大学英文科就讀。
1906年（明治39年），北原白秋参加新詩社，認識與謝野鐵幹、與謝野晶子、木下杢太郎、石川啄木等人。1909年（明治42年），北原白秋發表詩集『邪宗門』上梓。年末北原白秋老家破産。
1912年（明治45年 / 大正元年），北原白秋的父母手足都前往東京。
北原白秋與鄰居、有夫之婦松下俊子有不倫之戀，遭到姦通罪告訴，後來與松下俊子之夫達成和解，但北原白秋的聲譽一落千丈。1913年（大正2年）春，北原白秋與俊子結婚、移居三崎。
1914年（大正3年），俊子罹患肺結核，北原白秋移居小笠原父島，之後與俊子離婚。
1916年（大正5年），北原白秋與詩人江口章子結婚，移居東京小岩町紫烟草舎。

## 遊歷台灣
1934年6月至8月，北原白秋應台灣總督府文教局及台灣教育會之邀訪問台灣，進行環島參觀旅遊，離台前發表《台灣青年之歌》、《台灣少年行進歌》、《林投節》等詩歌。此外，日治時期之台北第二商業學校、豐原第一小學、埔里農林學校校歌亦為其作品。

## 作品

### 詩集
- 《邪宗門》
- 《海雀》

### 歌集
- 《雲母集》

### 童謠・歌詞
- 〈砂山〉
- （萬歲希特勒青年團）
- 〈夏威夷大海戰〉
- 〈海道東征〉
- 〈福島縣福島市歌〉
- 〈東京都八王子市歌〉
- 〈愛知縣岡崎市歌〉
- 〈白洋舍之歌〉
- 〈雨降〉